# آلن ارناندس
آلن اِرناندس (اسپانیایی: Alain Hernández‎؛ زادهٔ ۱۳ دسامبر ۱۹۷۵) بازیگر اهل اسپانیا است.
از فیلم‌ها یا برنامه‌های تلویزیونی که وی در آن نقش داشته‌است، می‌توان به سانحه، کلیسای بزرگ دریا، بیوتیفول، درختان نخل در برف و عکاس ماوتهاوزن اشاره کرد.